# Jason Dickinson
Jason Dickinson (Georgetown, Ontario, 4 de julio de 1995) es un jugador profesional canadiense de hockey sobre hielo que se desempeña en la posición de centro en Chicago Blackhawks, equipo de la National Hockey League (NHL).

## Carrera
Fue seleccionado en la primera ronda en la NHL Entry Draft de 2013. En 2015 hizo su debut profesional con el equipo Dallas Stars, en el cual jugó seis temporadas (2015-2021), después pasó a Vancouver Canucks (2021-2022), luego a Chicago Blackhawks, donde lleva jugando dos temporadas.